# You Can Have Her
"You Can Have Her" är en sång skriven av Bill Cook. Den amerikanska versionen blev en stor hit för Roy Hamilton 1961. Elvis Presley framförde sången med engelsk originaltext live vid minst ett tillfälle. Den svenska versionen "Sånt är livet" blev närmast signaturmelodi för Anita Lindblom.

## Sån't är livet
Sången lanserades senare 1961 på svenska under titeln "Sån't är livet". Den hade då svensk text av Stikkan Anderson, noterad under pseudonymen Stig Rossner. Låten sjöngs därefter in av Anita Lindblom. Hon fick en guldskiva för den svenska versionen och sjöng även in låten på tyska och engelska (som "You Can Have Him")
Anita Lindblom med Sven-Olof Walldoffs orkester spelade in sången på singeln Fontana 271 201 TF i oktober 1961. Skivan gick direkt in på fjärde plats på branschtidningen Show Business försäljningslista den 1 december 1961, toppade listan i sex veckor (22 december–2 februari 1962) och höll sig kvar till 16 mars.
Lindblom framträdde med "Sån't är livet" i filmen Vi fixar allt (1961). Sången låg på den norska VG-listan i 22 veckor 1962 och på en förstaplats i sju veckor och blev hennes första silverskiva, precis som i Danmark.
Anne-Lie Rydé spelade in låten på coveralbumet Stulna kyssar 1992.

## Listplaceringar, Anita Lindblom
| Lista (1961-1962) | Position               |
| ----------------- | ---------------------- |
| Norge             | 1 (VG-lista)           |
| Finland           | 11                     |
| Sverige           | 1 (Radio Nord Topp 20) |
| Sverige           | 1 (Tio i topp)         |